# Pristimantis
Pristimantis Jiménez de la Espada, 1870 è un genere di anfibi anuri della famiglia Strabomantidae.
Si trova nei Caraibi meridionali (Piccole Antille) e nell'America centrale e meridionale dall'Honduras all'Argentina settentrionale e al Brasile meridionale. Con 560 specie descritte (dal 2019), Pristimantis ha più specie di qualsiasi altro genere di animali vertebrati. Molte di queste specie sono endemiche dell'ecoregione delle foreste montane andine nordoccidentali nel Sud America nordoccidentale.

## Tassonomia

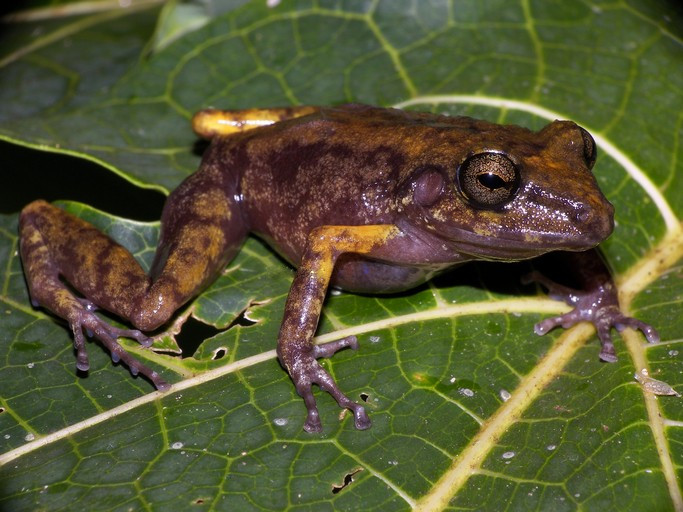
Pristimantis gaigeae

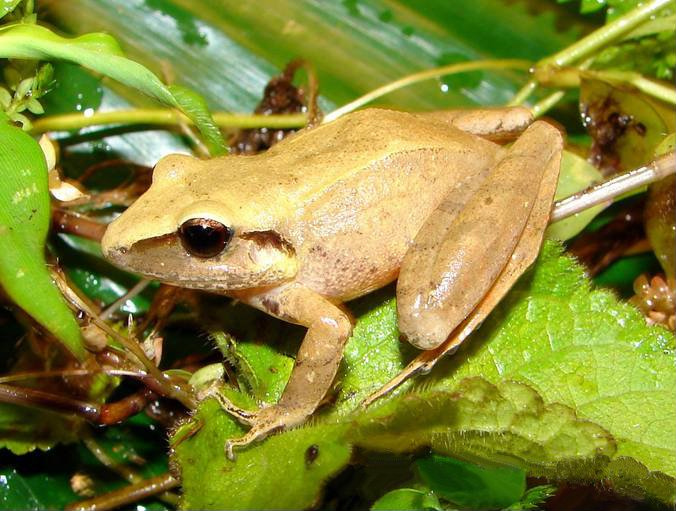
Pristimantis achatinus

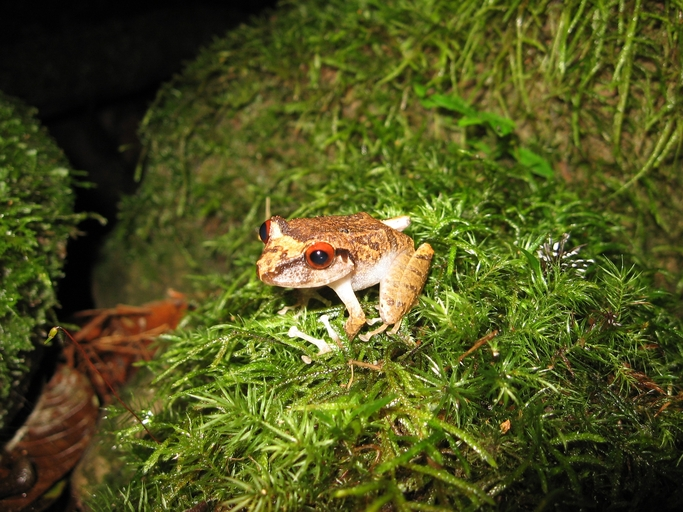
Pristimantis bacchus

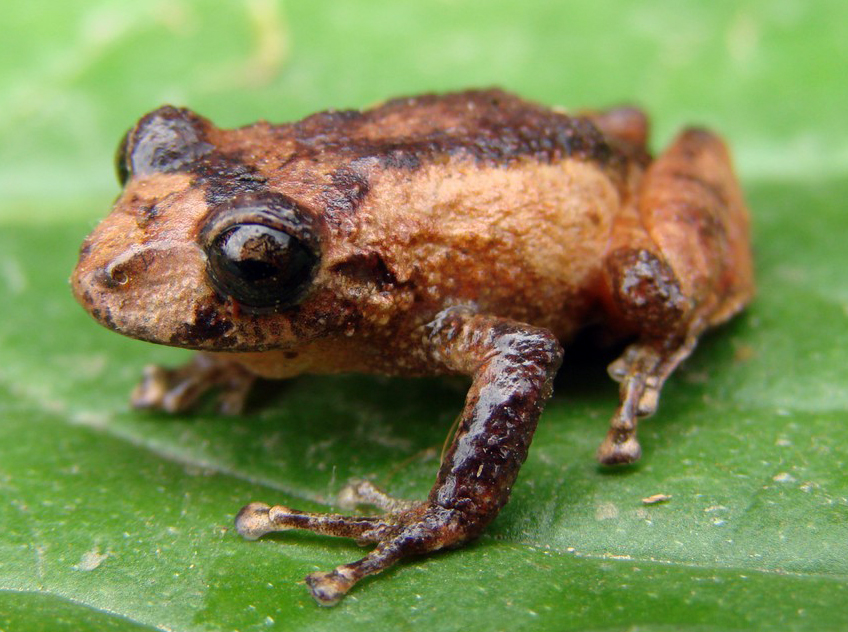
Pristimantis bogotensis

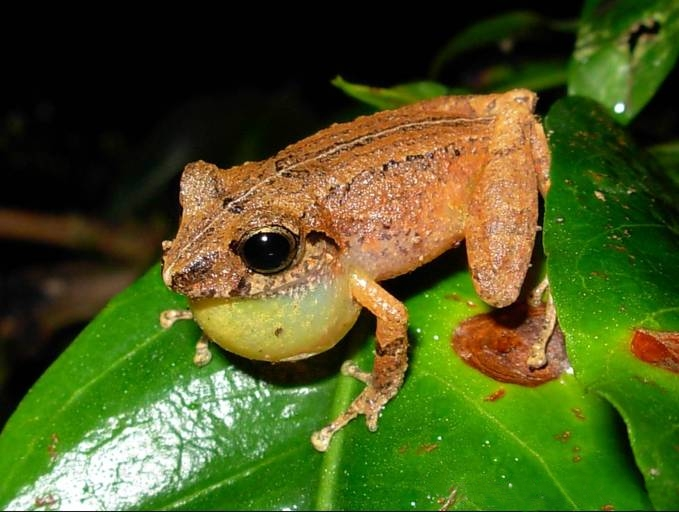
Pristimantis boulengeri

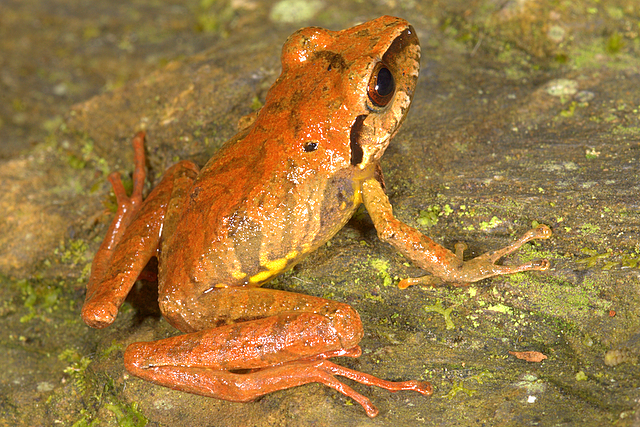
Pristimantis danae

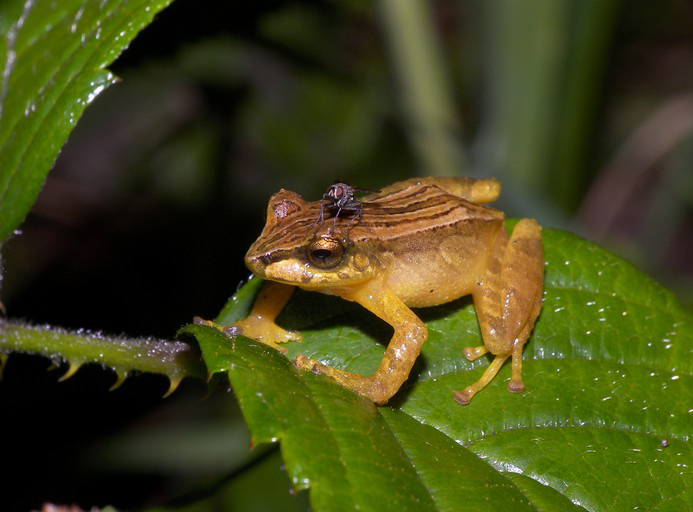
Pristimantis dorsopictus

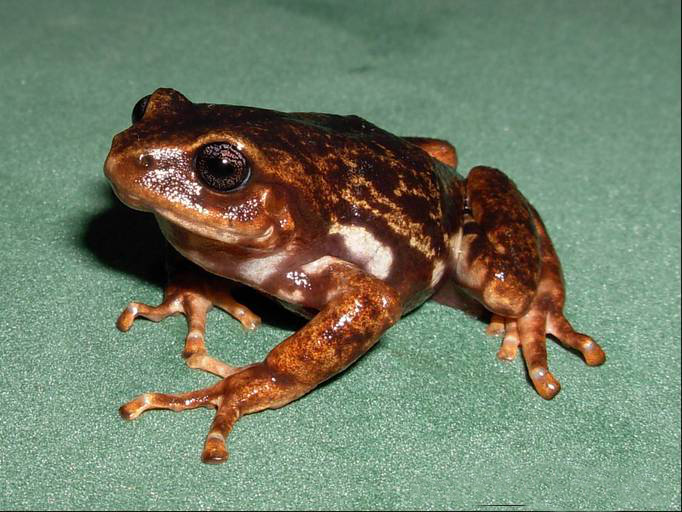
Pristimantis elegans

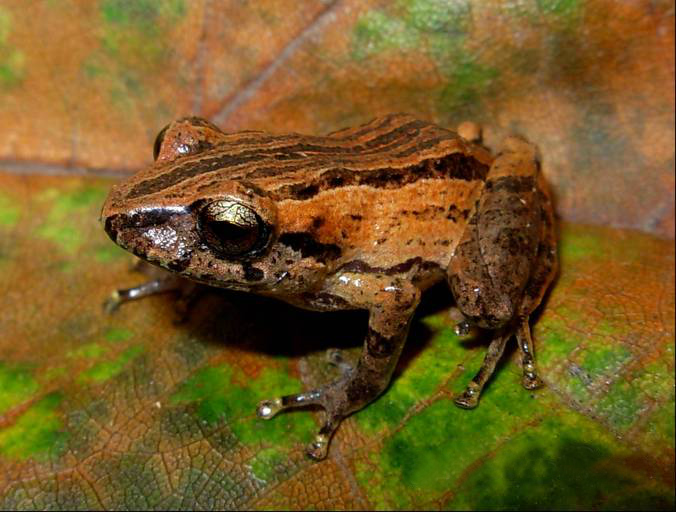
Pristimantis paisa

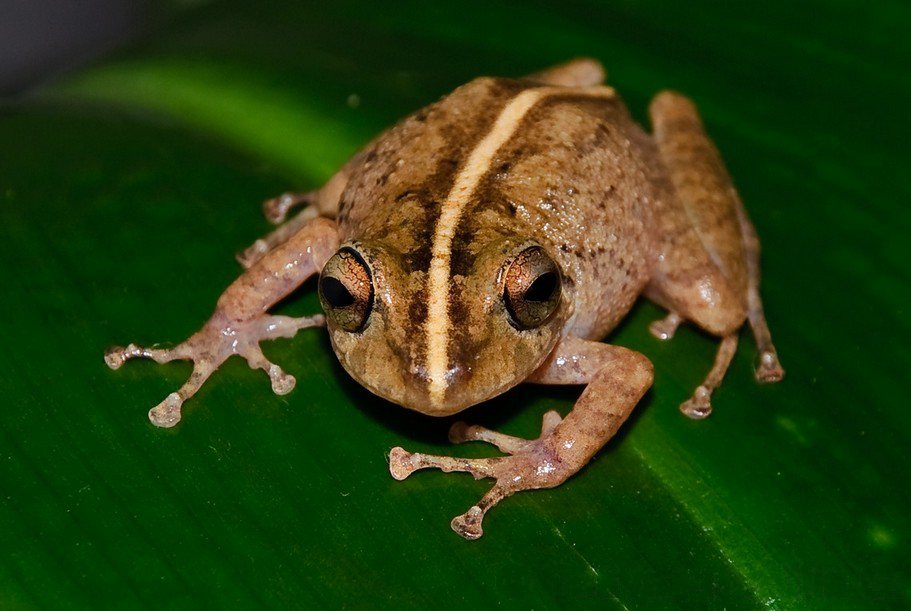
Pristimantis medemi

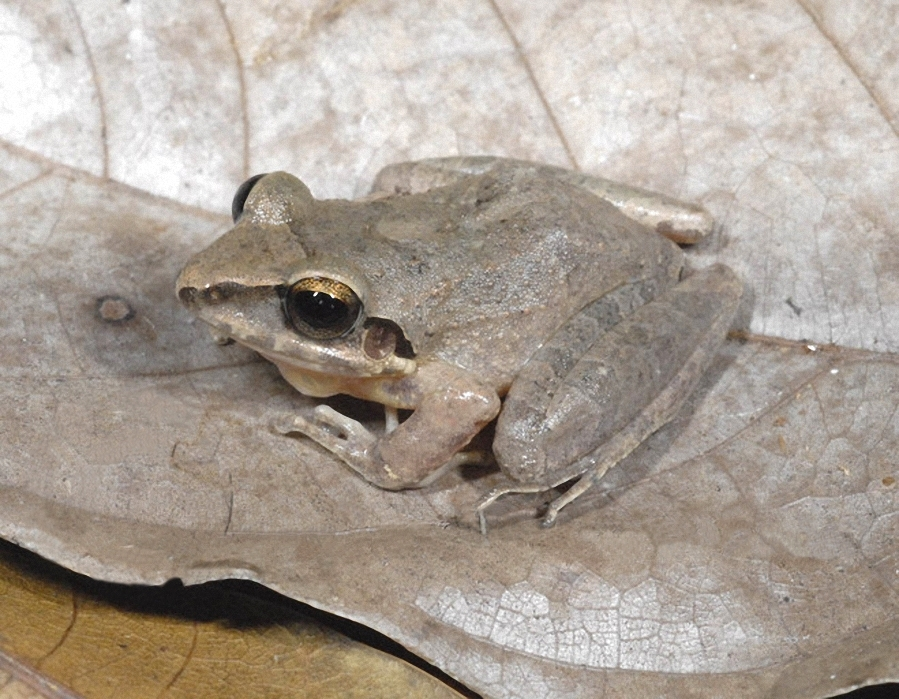
Pristimantis lymani

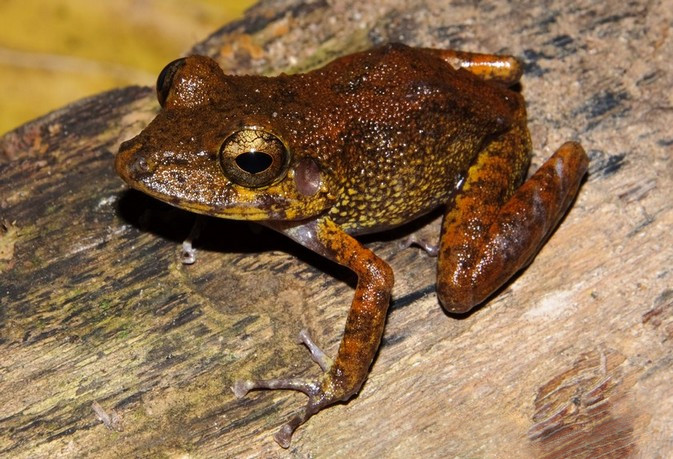
Pristimantis gaigei

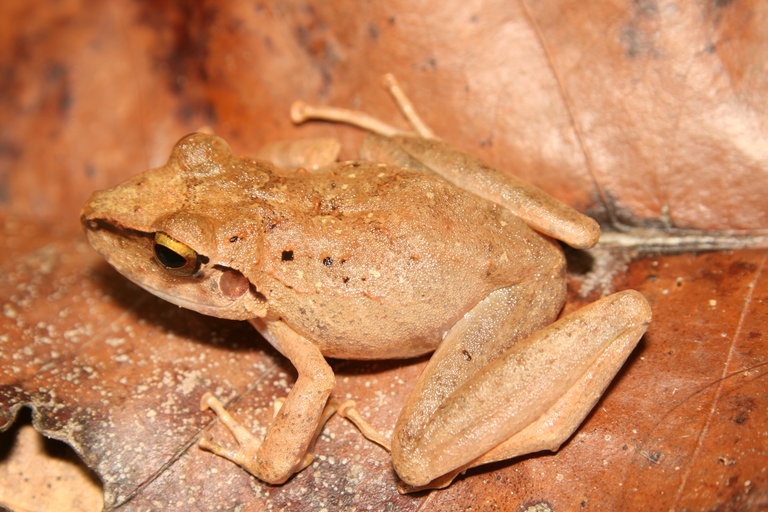
Pristimantis fenestratus

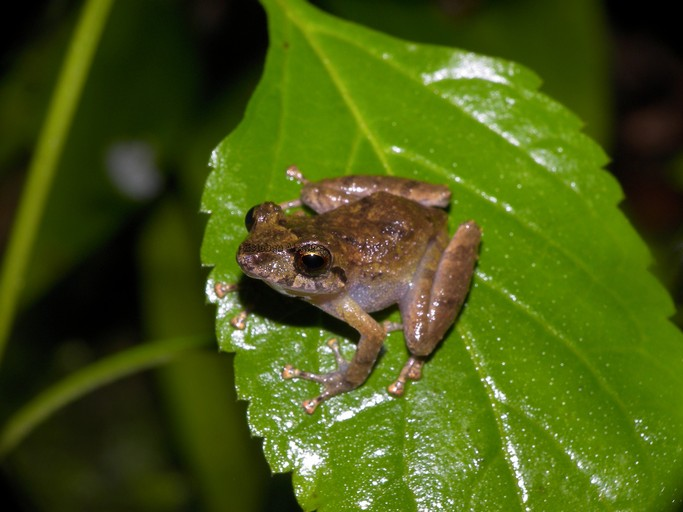
Pristimantis palmeri

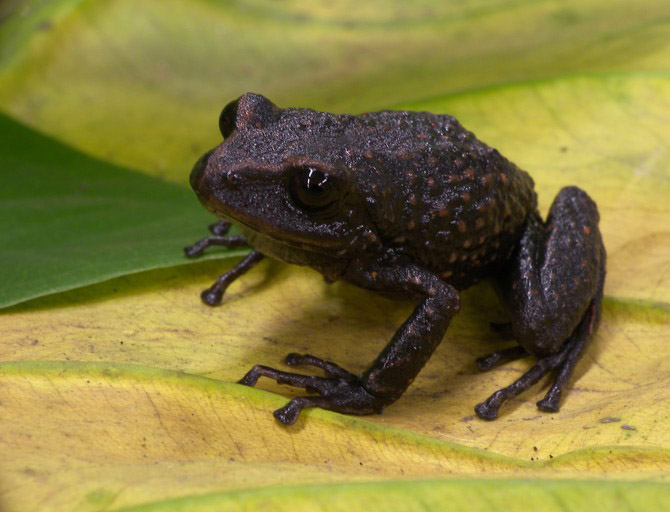
Pristimantis parectatus

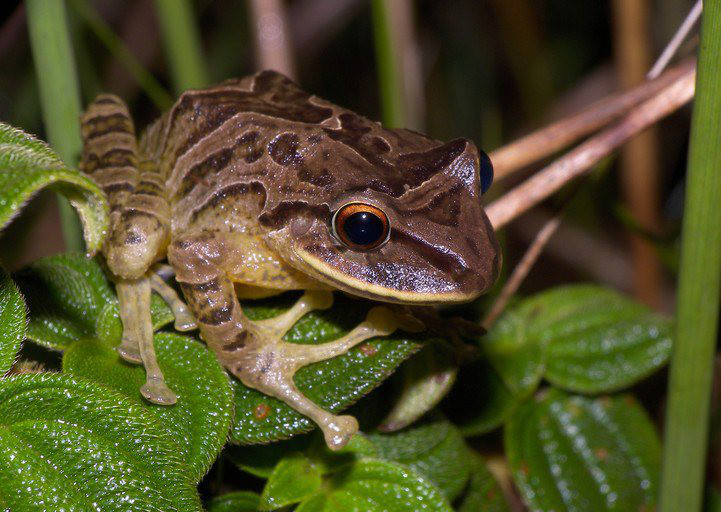
Pristimantis permixtus

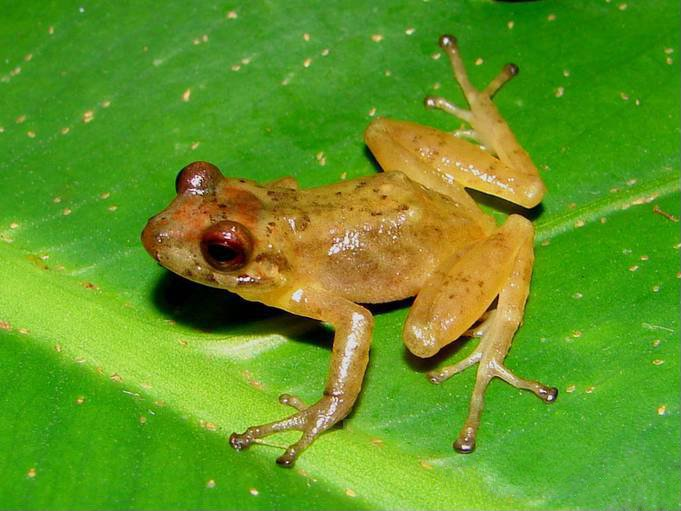
Pristimantis prolixodiscus

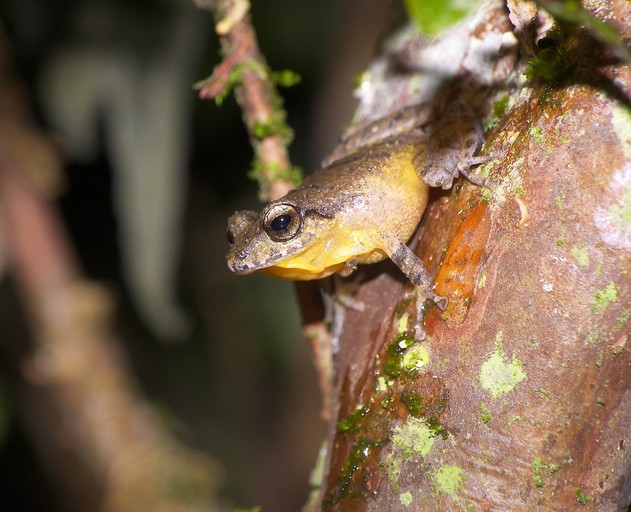
Pristimantis taeniatus

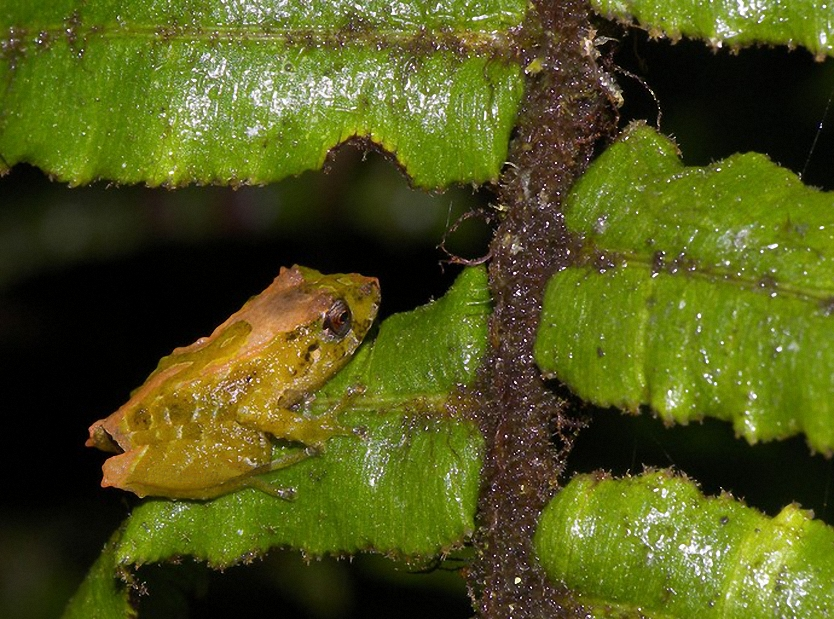
Pristimantis uranobates

Il posizionamento di questo genere è variato notevolmente. Pristimantis è stato a lungo incluso nell'enorme genere Eleutherodactylus e considerato parte della famiglia Leptodactylidae. Attualmente prevalgono due soluzioni, o posizionando Pristimantis nella famiglia Strabomantidae, sottofamiglia Strabomantinae, o in Craugastoridae, sottofamiglia Ceuthomantinae.
Comprende le seguenti 566 specie:
- Pristimantis aaptus (Lynch and Lescure, 1980)
- Pristimantis abakapa Rojas-Runjaic, Salerno, Señaris, and Pauly, 2013
- Pristimantis academicus Lehr, Moravec, and Gagliardi-Urrutia, 2010
- Pristimantis acatallelus (Lynch and Ruiz-Carranza, 1983)
- Pristimantis acerus (Lynch and Duellman, 1980)
- Pristimantis achatinus (Boulenger, 1898)
- Pristimantis actinolaimus (Lynch and Rueda-Almonacid, 1998)
- Pristimantis actites (Lynch, 1979)
- Pristimantis acuminatus (Shreve, 1935)
- Pristimantis acutirostris (Lynch, 1984)
- Pristimantis adiastolus Duellman and Hedges, 2007
- Pristimantis adnus Crawford, Ryan, and Jaramillo, 2010
- Pristimantis aemulatus (Ruiz-Carranza, Lynch, and Ardila-Robayo, 1997)
- Pristimantis affinis (Werner, 1899)
- Pristimantis afrox Reyes-Puig, Yánez-Muñoz, Ortega, and Ron, 2020
- Pristimantis alalocophus (Roa-Trujillo and Ruiz-Carranza, 1991)
- Pristimantis albericoi (Lynch and Ruiz-Carranza, 1996)
- Pristimantis albertus Duellman and Hedges, 2007
- Pristimantis albujai Brito-M., Batallas-R., and Yánez-Muñoz, 2017
- Pristimantis alius Cuellar-Valencia, Arriaga-Jaramillo, García-Gómez, Ceballaos-Castro, Bolívar-García, Velásquez-Trujillo, Ortiz-Baez, and Ospina-Sarria, 2021
- Pristimantis allpapuyu Yánez-Muñoz, Sánchez-Nivicela, and Reyes-Puig, 2016
- Pristimantis almendarizi Brito-M. and Pozo-Zamora, 2013
- Pristimantis altae (Dunn, 1942)
- Pristimantis altamazonicus (Barbour and Dunn, 1921)
- Pristimantis altamnis Elmer and Cannatella, 2008
- Pristimantis amaguanae Ron, Carrión, Caminer, Sagredo, Navarrete, Ortega, Varela-Jaramillo, Vidal-Maldonado, and Terán, 2020
- Pristimantis ameliae Barrio-Amorós, 2012
- Pristimantis amydrotus (Duellman and Lehr, 2007)
- Pristimantis andinodiabolus Sánchez-Nivicela, Urgilés, Cedeño-Palacios, Abad-Peñafiel, and Guayasamin, 2021
- Pristimantis andinogigas Yánez-Muñoz, Veintimilla-Yánez, Batallas-R., and Cisneros-Heredia, 2019
- Pristimantis andinognomus Lehr and Coloma, 2008
- Pristimantis anemerus (Duellman and Pramuk, 1999)
- Pristimantis angustilineatus (Lynch, 1998)
- Pristimantis aniptopalmatus (Duellman and Hedges, 2005)
- Pristimantis anolirex (Lynch, 1983)
- Pristimantis anotis (Walker and Test, 1955)
- Pristimantis antisuyu Catenazzi and Lehr, 2018
- Pristimantis apiculatus (Lynch and Burrowes, 1990)
- Pristimantis appendiculatus (Werner, 1894)
- Pristimantis aquilonaris Lehr, Aguilar, Siu-Ting, and Jordán, 2007
- Pristimantis ardalonychus (Duellman and Pramuk, 1999)
- Pristimantis ardilae Acevedo-Rincón, Armesto, and Palma, 2020
- Pristimantis ardyae Reyes-Puig, Reyes-Puig, and Yánez-Muñoz, 2013
- Pristimantis ashaninka Lehr and Moravec, 2017
- Pristimantis astralos Lehr, Lyu, and Catenazzi, 2021
- Pristimantis atillo Páez and Ron, 2019
- Pristimantis atrabracus (Duellman and Pramuk, 1999)
- Pristimantis atratus (Lynch, 1979)
- Pristimantis attenboroughi Lehr and von May, 2017
- Pristimantis aurantiguttatus (Ruiz-Carranza, Lynch, and Ardila-Robayo, 1997)
- Pristimantis aureolineatus (Guayasamin, Ron, Cisneros-Heredia, Lamar, and McCracken, 2006)
- Pristimantis aureoventris Kok, Means, and Bossuyt, 2011
- Pristimantis auricarens (Myers and Donnelly, 2008)
- Pristimantis avicuporum (Duellman and Pramuk, 1999)
- Pristimantis avius (Myers and Donnelly, 1997)
- Pristimantis bacchus (Lynch, 1984)
- Pristimantis baiotis (Lynch, 1998)
- Pristimantis balionotus (Lynch, 1979)
- Pristimantis bambu Arteaga-Navarro and Guayasamin, 2011
- Pristimantis barrigai Brito and Almendáriz C., 2018
- Pristimantis baryecuus (Lynch, 1979)
- Pristimantis batrachites (Lynch, 2003)
- Pristimantis bearsei (Duellman, 1992)
- Pristimantis bellae Reyes-Puig and Yánez-Muñoz, 2012
- Pristimantis bellator Lehr, Aguilar, Siu-Ting, and Jordán, 2007
- Pristimantis bellona (Lynch, 1992)
- Pristimantis bernali (Lynch, 1986)
- Pristimantis bicantus Guayasamin and Funk, 2009
- Pristimantis bicolor (Rueda-Almonacid and Lynch, 1983)
- Pristimantis bicumulus (Peters, 1863)
- Pristimantis bipunctatus (Duellman and Hedges, 2005)
- Pristimantis boconoensis (Rivero and Mayorga, 1973)
- Pristimantis bogotensis (Peters, 1863)
- Pristimantis boucephalus Lehr, Moravec, Cusi, and Gvoždík, 2017
- Pristimantis boulengeri (Lynch, 1981)
- Pristimantis bounides Lehr, von May, Moravec, and Cusi, 2017
- Pristimantis bowara Acevedo-Rincón, Armesto, and Palma, 2020
- Pristimantis brevicrus (Andersson, 1945)
- Pristimantis brevifrons (Lynch, 1981)
- Pristimantis briceni (Boulenger, 1903)
- Pristimantis bromeliaceus (Lynch, 1979)
- Pristimantis buccinator (Rodriguez, 1994)
- Pristimantis buckleyi (Boulenger, 1882)
- Pristimantis buenaventura Arteaga-Navarro, Pyron, Peñafiel, Romero-Barreto, Culebras, Bustamante, Yánez-Muñoz, and Guayasamin, 2016
- Pristimantis bustamante Chaparro, Motta, Gutiérrez, and Padial, 2012
- Pristimantis cabrerai (Cochran and Goin, 1970)
- Pristimantis cacao (Lynch, 1992)
- Pristimantis caeruleonotus Lehr, Aguilar, Siu-Ting, and Jordán, 2007
- Pristimantis cajamarcensis (Barbour and Noble, 1920)
- Pristimantis cajanuma Urgilés, Székely, Székely, Christodoulides, Sánchez-Nivicela, and Savage, 2019
- Pristimantis calcaratus (Boulenger, 1908)
- Pristimantis calcarulatus (Lynch, 1976)
- Pristimantis calima Ospina-Sarria and Duellman, 2019
- Pristimantis caniari Rámírez-Jaramillo, Reyes-Puig, Batallas-R., and Yánez-Muñoz, 2018
- Pristimantis cantitans (Myers and Donnelly, 1996)
- Pristimantis capitonis (Lynch, 1998)
- Pristimantis caprifer (Lynch, 1977)
- Pristimantis carlosceroni Valencia, Bejarano-Muñoz, and Yánez-Muñoz, 2013
- Pristimantis carlossanchezi (Arroyo, 2007)
- Pristimantis carmelitae (Ruthven, 1922)
- Pristimantis carranguerorum (Lynch, 1994)
- Pristimantis carvalhoi (Lutz, 1952)
- Pristimantis caryophyllaceus (Barbour, 1928)
- Pristimantis cedros Hutter and Guayasamin, 2015
- Pristimantis celator (Lynch, 1976)
- Pristimantis cerasinus (Cope, 1875)
- Pristimantis ceuthospilus (Duellman and Wild, 1993)
- Pristimantis chalceus (Peters, 1873)
- Pristimantis chamezensis (Acosta-Galvis, Saldarriaga-Gómez, Ramírez, and Vargas-Ramírez, 2020
- Pristimantis charlottevillensis (Kaiser, Dwyer, Feichtinger, and Schmid, 1995)
- Pristimantis chiastonotus (Lynch and Hoogmoed, 1977)
- Pristimantis chimu Lehr, 2007
- Pristimantis chloronotus (Lynch, 1969)
- Pristimantis chocoensis Reyes-Puig, Yánez-Muñoz, Ortega, and Ron, 2020
- Pristimantis chomskyi Páez and Ron, 2019
- Pristimantis chrysops (Lynch and Ruiz-Carranza, 1996)
- Pristimantis churuwiai Brito-M., Batallas-R., and Yánez-Muñoz, 2017
- Pristimantis cisnerosi Reyes-Puig, Yánez-Muñoz, Ortega, and Ron, 2020
- Pristimantis citriogaster (Duellman, 1992)
- Pristimantis colodactylus (Lynch, 1979)
- Pristimantis colomai (Lynch and Duellman, 1997)
- Pristimantis colonensis (Mueses-Cisneros, 2007)
- Pristimantis colostichos (La Marca and Smith, 1982)
- Pristimantis condor (Lynch and Duellman, 1980)
- Pristimantis conservatio Barrio-Amorós, Heinicke, and Hedges, 2013
- Pristimantis conspicillatus (Günther, 1858)
- Pristimantis cordovae (Lehr and Duellman, 2007)
- Pristimantis corniger (Lynch and Suárez-Mayorga, 2003)
- Pristimantis coronatus Lehr and Duellman, 2007
- Pristimantis corrugatus (Duellman, Lehr, and Venegas, 2006)
- Pristimantis cosnipatae (Duellman, 1978)
- Pristimantis cremnobates (Lynch and Duellman, 1980)
- Pristimantis crenunguis (Lynch, 1976)
- Pristimantis cristinae (Lynch and Ruiz-Carranza, 1985)
- Pristimantis croceoinguinis (Lynch, 1968)
- Pristimantis crucifer (Boulenger, 1899)
- Pristimantis cruciocularis (Lehr, Lundberg, Aguilar, and von May, 2006)
- Pristimantis cruentus (Peters, 1873)
- Pristimantis cryophilius (Lynch, 1979)
- Pristimantis cryptomelas (Lynch, 1979)
- Pristimantis cuentasi (Lynch, 2003)
- Pristimantis culatensis (La Marca, 2007)
- Pristimantis cuneirostris (Duellman and Pramuk, 1999)
- Pristimantis curtipes (Boulenger, 1882)
- Pristimantis danae (Duellman, 1978)
- Pristimantis degener (Lynch and Duellman, 1997)
- Pristimantis deinops (Lynch, 1996)
- Pristimantis delicatus (Ruthven, 1917)
- Pristimantis delius (Duellman and Mendelson, 1995)
- Pristimantis dendrobatoides Means and Savage, 2007
- Pristimantis devillei (Boulenger, 1880)
- Pristimantis deyi Lehr, Gregory, and Catenazzi, 2013
- Pristimantis diadematus (Jiménez de la Espada, 1875)
- Pristimantis diaphonus (Lynch, 1986)
- Pristimantis diogenes (Lynch and Ruiz-Carranza, 1996)
- Pristimantis dissimulatus (Lynch and Duellman, 1997)
- Pristimantis divnae Lehr and von May, 2009
- Pristimantis dorado Rivera-Correa, Lamadrid-Feris, and Crawford, 2016
- Pristimantis dorsopictus (Rivero and Serna, 1988)
- Pristimantis duellmani (Lynch, 1980)
- Pristimantis duende (Lynch, 2001)
- Pristimantis dundeei (Heyer and Muñoz, 1999)
- Pristimantis ecuadorensis Guayasamin, Hutter, Tapia, Culebras, Peñafiel, Pyron, Morochz, Funk, and Arteaga-Navarro, 2017
- Pristimantis educatoris Ryan, Lips, and Giermakowski, 2010
- Pristimantis elegans (Peters, 1863)
- Pristimantis enigmaticus Ortega-Andrade, Rojas-Soto, Valencia, Espinosa de los Monteros, Morrone, Ron, and Cannatella, 2015
- Pristimantis epacrus (Lynch and Suárez-Mayorga, 2000)
- Pristimantis eremitus (Lynch, 1980)
- Pristimantis eriphus (Lynch and Duellman, 1980)
- Pristimantis ernesti (Flores, 1987)
- Pristimantis erythroinguinis Catenazzi and Lehr, 2018
- Pristimantis erythropleura (Boulenger, 1896)
- Pristimantis erythros Sánchez-Nivicela, Celi-Piedra, Posse-Sarmiento, Urgilés, Yánez-Muñoz, and Cisneros-Heredia, 2018
- Pristimantis esmeraldas (Guayasamin, 2004)
- Pristimantis espedeus Fouquet, Martinez, Courtois, Dewynter, Pineau, Gaucher, Blanc, Marty, and Kok, 2013
- Pristimantis eugeniae (Lynch and Duellman, 1997)
- Pristimantis euphronides (Schwartz, 1967)
- Pristimantis eurydactylus (Hedges and Schlüter, 1992)
- Pristimantis exoristus (Duellman and Pramuk, 1999)
- Pristimantis factiosus (Lynch and Rueda-Almonacid, 1998)
- Pristimantis fallax (Lynch and Rueda-Almonacid, 1999)
- Pristimantis farisorum Mueses-Cisneros, Perdomo-Castillo, and Cepeda-Quilindo, 2013
- Pristimantis fasciatus Barrio-Amorós, Rojas-Runjaic, and Infante-Rivero, 2008
- Pristimantis fenestratus (Steindachner, 1864)
- Pristimantis ferwerdai Amézquita, Suárez, Palacios-Rodríguez, Beltrán, Rodríguez López, Barrientos, Daza-R., and Mazariegos, 2019
- Pristimantis festae (Peracca, 1904)
- Pristimantis fetosus (Lynch and Rueda-Almonacid, 1998)
- Pristimantis flabellidiscus (La Marca, 2007)
- Pristimantis floridus (Lynch and Duellman, 1997)
- Pristimantis frater (Werner, 1899)
- Pristimantis gagliardoi Bustamante and Mendelson, 2008
- Pristimantis gaigei (Dunn, 1931)
- Pristimantis galdi Jiménez de la Espada, 1870
- Pristimantis ganonotus (Duellman and Lynch, 1988)
- Pristimantis geminus Kaiser, Barrio-Amorós, Rivas-Fuenmayor, Steinlein, and Schmid, 2015
- Pristimantis gentryi (Lynch and Duellman, 1997)
- Pristimantis ginesi (Rivero, 1964)
- Pristimantis giorgii Oliveira, Alves da Silva, Guimarães, Penhacek, Martínez, Rodrigues, Santana, and Hernández-Ruz, 2020
- Pristimantis gladiator (Lynch, 1976)
- Pristimantis glandulosus (Boulenger, 1880)
- Pristimantis gloria Páez and Ron, 2019
- Pristimantis gracilis (Lynch, 1986)
- Pristimantis gralarias Guayasamin, Arteaga-Navarro, and Hutter, 2018
- Pristimantis grandiceps (Lynch, 1984)
- Pristimantis gryllus Barrio-Amorós, Guayasamin, and Hedges, 2012
- Pristimantis guaiquinimensis (Schlüter and Rödder, 2007)
- Pristimantis gualacenio Urgilés, Sánchez-Nivicela, Nieves, and Yánez-Muñoz, 2014
- Pristimantis gutturalis (Hoogmoed, Lynch, and Lescure, 1977)
- Pristimantis hamiotae (Flores, 1994)
- Pristimantis hampatusami Yánez-Muñoz, Sánchez-Nivicela, and Reyes-Puig, 2016
- Pristimantis hectus (Lynch and Burrowes, 1990)
- Pristimantis helvolus (Lynch and Rueda-Almonacid, 1998)
- Pristimantis hernandezi (Lynch and Ruiz-Carranza, 1983)
- Pristimantis hoogmoedi Kaiser, Barrio-Amorós, Rivas-Fuenmayor, Steinlein, and Schmid, 2015
- Pristimantis huicundo (Guayasamin, Almeida-Reinoso, and Nogales-Sornosa, 2004)
- Pristimantis humboldti Lehr, von May, Moravec, and Cusi, 2017
- Pristimantis hybotragus (Lynch, 1992)
- Pristimantis ignicolor (Lynch and Duellman, 1980)
- Pristimantis iiap Padial, Gagliardi-Urrutia, Chaparro, and Gutiérrez, 2016
- Pristimantis illotus (Lynch and Duellman, 1997)
- Pristimantis imitatrix (Duellman, 1978)
- Pristimantis imthurni Kok, 2013
- Pristimantis incanus (Lynch and Duellman, 1980)
- Pristimantis incertus (Lutz, 1927)
- Pristimantis incomptus (Lynch and Duellman, 1980)
- Pristimantis infraguttatus (Duellman and Pramuk, 1999)
- Pristimantis ingles Cuellar-Valencia, Arriaga-Jaramillo, García-Gómez, Ceballaos-Castro, Bolívar-García, Velásquez-Trujillo, Ortiz-Baez, and Ospina-Sarria, 2021
- Pristimantis inguinalis (Parker, 1940)
- Pristimantis insignitus (Ruthven, 1917)
- Pristimantis inusitatus (Lynch and Duellman, 1980)
- Pristimantis ixalus (Lynch, 2003)
- Pristimantis jabonensis (La Marca, 2007)
- Pristimantis jaguensis Rivera-Prieto, Rivera-Correa, and Daza-R., 2014
- Pristimantis jaimei (Lynch, 1992)
- Pristimantis jamescameroni Kok, 2013
- Pristimantis jester Means and Savage, 2007
- Pristimantis jimenezi Páez and Ron, 2019
- Pristimantis johannesdei (Rivero and Serna, 1988)
- Pristimantis jorgevelosai (Lynch, 1994)
- Pristimantis juanchoi (Lynch, 1996)
- Pristimantis jubatus (García and Lynch, 2006)
- Pristimantis kareliae (La Marca, 2005)
- Pristimantis katoptroides (Flores, 1988)
- Pristimantis kelephus (Lynch, 1998)
- Pristimantis kichwarum Elmer and Cannatella, 2008
- Pristimantis kirklandi (Flores, 1985)
- Pristimantis koehleri Padial and De la Riva, 2009
- Pristimantis kuri Yánez-Muñoz, Sánchez-Nivicela, and Reyes-Puig, 2016
- Pristimantis labiosus (Lynch, Ruiz-Carranza, and Ardila-Robayo, 1994)
- Pristimantis lacrimosus (Jiménez de la Espada, 1875)
- Pristimantis lancinii (Donoso-Barros, 1965)
- Pristimantis lanthanites (Lynch, 1975)
- Pristimantis lasalleorum (Lynch, 1995)
- Pristimantis latericius Batallas-R. and Brito-M., 2014
- Pristimantis laticlavius (Lynch and Burrowes, 1990)
- Pristimantis latidiscus (Boulenger, 1898)
- Pristimantis latro Oliveira, Rodrigues, Kaefer, Pinto, and Hernández-Ruz, 2017
- Pristimantis ledzeppelin Brito-Zapata and Reyes-Puig, 2021
- Pristimantis lemur (Lynch and Rueda-Almonacid, 1998)
- Pristimantis leoni (Lynch, 1976)
- Pristimantis leopardus Rivera-Correa, Jiménez-Rivillas, and Daza-R., 2017
- Pristimantis leptolophus (Lynch, 1980)
- Pristimantis leucopus (Lynch, 1976)
- Pristimantis leucorrhinus Boano, Mazzotti, and Sindaco, 2008
- Pristimantis librarius (Flores and Vigle, 1994)
- Pristimantis lichenoides (Lynch and Rueda-Almonacid, 1997)
- Pristimantis limoncochensis Ortega-Andrade, Rojas-Soto, Valencia, Espinosa de los Monteros, Morrone, Ron, and Cannatella, 2015
- Pristimantis lindae (Duellman, 1978)
- Pristimantis lirellus (Dwyer, 1995)
- Pristimantis lividus (Lynch and Duellman, 1980)
- Pristimantis llanganati Navarrete, Venegas, and Ron, 2016
- Pristimantis llojsintuta (Köhler and Lötters, 1999)
- Pristimantis longicorpus Kaiser, Barrio-Amorós, Rivas-Fuenmayor, Steinlein, and Schmid, 2015
- Pristimantis loujosti Yánez-Muñoz, Cisneros-Heredia, and Reyes-Puig, 2011
- Pristimantis loustes (Lynch, 1979)
- Pristimantis lucasi Duellman and Chaparro, 2008
- Pristimantis lucidosignatus Rödder and Schmitz, 2009
- Pristimantis luscombei (Duellman and Mendelson, 1995)
- Pristimantis luteolateralis (Lynch, 1976)
- Pristimantis lutitus (Lynch, 1984)
- Pristimantis lutzae Páez and Ron, 2019
- Pristimantis lymani (Barbour and Noble, 1920)
- Pristimantis lynchi (Duellman and Simmons, 1977)
- Pristimantis lythrodes (Lynch and Lescure, 1980)
- Pristimantis macrummendozai Acosta-Galvis, 2015
- Pristimantis maculosus (Lynch, 1991)
- Pristimantis malkini (Lynch, 1980)
- Pristimantis mallii Reyes-Puig, Reyes-Puig, Velarde-Garcéz, Dávalos, Mancero, Navarrete, Yánez-Muñoz, Cisneros-Heredia, and Ron, 2019
- Pristimantis marahuaka (Fuentes-Ramos and Barrio-Amorós, 2004)
- Pristimantis marcoreyesi Reyes-Puig, Reyes-Puig, Rámirez-Jaramillo, Pérez-L., and Yánez-Munoz, 2015 "2014".
- Pristimantis mariaelenae Venegas and Duellman, 2012
- Pristimantis marmoratus (Boulenger, 1900)
- Pristimantis mars (Lynch and Ruiz-Carranza, 1996)
- Pristimantis martiae (Lynch, 1974)
- Pristimantis matidiktyo Ortega-Andrade and Valencia, 2012
- Pristimantis matildae Székely, Eguiguren, Ordóñez-Delgado, Armijos-Ojeda, and Székely, 2020
- Pristimantis mazar Guayasamin and Arteaga-Navarro, 2013
- Pristimantis medemi (Lynch, 1994)
- Pristimantis megalops (Ruthven, 1917)
- Pristimantis melanogaster (Duellman and Pramuk, 1999)
- Pristimantis melanoproctus (Rivero, 1984)
- Pristimantis memorans (Myers and Donnelly, 1997)
- Pristimantis mendax (Duellman, 1978)
- Pristimantis meridionalis (Lehr and Duellman, 2007)
- Pristimantis merostictus (Lynch, 1984)
- Pristimantis metabates (Duellman and Pramuk, 1999)
- Pristimantis miktos Ortego-Andrade and Venegas, 2014
- Pristimantis mindo Arteaga-Navarro, Yáñez-Muñoz, and Guayasamin, 2013
- Pristimantis minimus Terán-Valdez and Guayasamin, 2010
- Pristimantis minutulus Duellman and Hedges, 2007
- Pristimantis miyatai (Lynch, 1984)
- Pristimantis mnionaetes (Lynch, 1998)
- Pristimantis moa Oliveira, Alves da Silva, Guimarães, Penhacek, Martínez, Rodrigues, Santana, and Hernández-Ruz, 2020
- Pristimantis modipeplus (Lynch, 1981)
- Pristimantis molybrignus (Lynch, 1986)
- Pristimantis mondolfii (Rivero, 1984)
- Pristimantis moro (Savage, 1965)
- Pristimantis muchimuk Barrio-Amorós, Mesa, Brewer-Carías, and McDiarmid, 2010
- Pristimantis multicolor Páez and Ron, 2019
- Pristimantis munozi Rojas-Runjaic, Delgado C., and Guayasamin, 2014
- Pristimantis muranunka Brito M., Almendariz-C., Batallas R., and Ron, 2017
- Pristimantis muricatus (Lynch and Miyata, 1980)
- Pristimantis muscosus (Duellman and Pramuk, 1999)
- Pristimantis museosus (Ibáñez, Jaramillo, and Arosemena, 1994)
- Pristimantis mutabilis Guayasamin, Krynak, Krynak, Culebras, and Hutter, 2015
- Pristimantis myersi (Goin and Cochran, 1963)
- Pristimantis myops (Lynch, 1998)
- Pristimantis nangaritza Páez and Ron, 2019
- Pristimantis nankints Ron, Carrión, Caminer, Sagredo, Navarrete, Ortega, Varela-Jaramillo, Vidal-Maldonado, and Terán, 2020
- Pristimantis nebulosus (Henle, 1992)
- Pristimantis nelsongalloi Valencia, Valladares-Suntasig, Tipantiza-Tuguminago, and Dueñas, 2019
- Pristimantis nephophilus (Duellman and Pramuk, 1999)
- Pristimantis nervicus (Lynch, 1994)
- Pristimantis nicefori (Cochran and Goin, 1970)
- Pristimantis nietoi Arteaga-Navarro, Pyron, Peñafiel, Romero-Barreto, Culebras, Bustamante, Yánez-Muñoz, and Guayasamin, 2016
- Pristimantis nigrogriseus (Andersson, 1945)
- Pristimantis nimbus Urgilés, Posse, Timbe, Astudillo, and Sánchez-Nivicela, 2017
- Pristimantis nubisilva Kaiser, Barrio-Amorós, Rivas-Fuenmayor, Steinlein, and Schmid, 2015
- Pristimantis nyctophylax (Lynch, 1976)
- Pristimantis obmutescens (Lynch, 1980)
- Pristimantis ocellatus (Lynch and Burrowes, 1990)
- Pristimantis ockendeni (Boulenger, 1912)
- Pristimantis ocreatus (Lynch, 1981)
- Pristimantis olivaceus (Köhler, Morales, Lötters, Reichle, and Aparicio, 1998)
- Pristimantis omeviridis Ortega-Andrade, Rojas-Soto, Valencia, Espinosa de los Monteros, Morrone, Ron, and Cannatella, 2015
- Pristimantis onorei Rödder and Schmitz, 2009
- Pristimantis orcesi (Lynch, 1972)
- Pristimantis orcus Lehr, Catenazzi, and Rodríguez, 2009
- Pristimantis orestes (Lynch, 1979)
- Pristimantis ornatissimus (Despax, 1911)
- Pristimantis ornatus (Lehr, Lundberg, Aguilar, and von May, 2006)
- Pristimantis orpacobates (Lynch, Ruiz-Carranza, and Ardila-Robayo, 1994)
- Pristimantis orphnolaimus (Lynch, 1970)
- Pristimantis ortizi (Guayasamin, Almeida-Reinoso, and Nogales-Sornosa, 2004)
- Pristimantis padiali Moravec, Lehr, Perez-Peña, Lopez, Gagliardi-Urrutia, and Arista-Tuanama, 2010
- Pristimantis padrecarlosi (Mueses-Cisneros, 2006)
- Pristimantis pahuma Hutter and Guayasamin, 2015
- Pristimantis paisa (Lynch and Ardila-Robayo, 1999)
- Pristimantis palmeri (Boulenger, 1912)
- Pristimantis paquishae Brito-M., Batallas-R., and Velalcázar, 2014
- Pristimantis paramerus (Rivero, 1984)
- Pristimantis pardalinus (Lehr, Lundberg, Aguilar, and von May, 2006)
- Pristimantis pardalis (Barbour, 1928)
- Pristimantis parectatus (Lynch and Rueda-Almonacid, 1998)
- Pristimantis pariagnomus Kaiser, Barrio-Amorós, Rivas-Fuenmayor, Steinlein, and Schmid, 2015
- Pristimantis parvillus (Lynch, 1976)
- Pristimantis pastazensis (Andersson, 1945)
- Pristimantis pataikos (Duellman and Pramuk, 1999)
- Pristimantis paulodutrai (Bokermann, 1975)
- Pristimantis paululus (Lynch, 1974)
- Pristimantis pecki (Duellman and Lynch, 1988)
- Pristimantis pedimontanus (La Marca, 2004)
- Pristimantis penelopus (Lynch and Rueda-Almonacid, 1999)
- Pristimantis peraticus (Lynch, 1980)
- Pristimantis percnopterus (Duellman and Pramuk, 1999)
- Pristimantis percultus (Lynch, 1979)
- Pristimantis permixtus (Lynch, Ruiz-Carranza, and Ardila-Robayo, 1994)
- Pristimantis peruvianus (Melin, 1941)
- Pristimantis petersi (Lynch and Duellman, 1980)
- Pristimantis petersioides Carrión-Olmedo and Ron, 2021
- Pristimantis petrobardus (Duellman, 1991)
- Pristimantis phalaroinguinis (Duellman and Lehr, 2007)
- Pristimantis phalarus (Lynch, 1998)
- Pristimantis pharangobates (Duellman, 1978)
- Pristimantis philipi (Lynch and Duellman, 1995)
- Pristimantis phoxocephalus (Lynch, 1979)
- Pristimantis phragmipleuron (Rivero and Serna, 1988)
- Pristimantis piceus (Lynch, Ruiz-Carranza, and Ardila-Robayo, 1996)
- Pristimantis pichincha Yánez-Muñoz, Reyes-Puig, Bejarano-Muñoz, and Ron, 2016
- Pristimantis pictus Oliveira, Alves da Silva, Guimarães, Penhacek, Martínez, Rodrigues, Santana, and Hernández-Ruz, 2020
- Pristimantis pinchaque Reyes-Puig, Reyes-Puig, Pérez-L., and Yánez-Muñoz, 2015
- Pristimantis pinguis (Duellman and Pramuk, 1999)
- Pristimantis pirrensis (Ibáñez and Crawford, 2004)
- Pristimantis platychilus (Lynch, 1996)
- Pristimantis platydactylus (Boulenger, 1903)
- Pristimantis pleurostriatus (Rivero, 1984)
- Pristimantis pluvialis Shepack, von May, Ttito, and Catenazzi, 2016
- Pristimantis pluvian Oliveira, Alves da Silva, Guimarães, Penhacek, Martínez, Rodrigues, Santana, and Hernández-Ruz, 2020
- Pristimantis polemistes (Lynch and Ardila-Robayo, 2004)
- Pristimantis polychrus (Ruiz-Carranza, Lynch, and Ardila-Robayo, 1997)
- Pristimantis prolatus (Lynch and Duellman, 1980)
- Pristimantis proserpens (Lynch, 1979)
- Pristimantis pruinatus (Myers and Donnelly, 1996)
- Pristimantis pseudoacuminatus (Shreve, 1935)
- Pristimantis pteridophilus (Lynch and Duellman, 1997)
- Pristimantis ptochus (Lynch, 1998)
- Pristimantis pugnax (Lynch, 1973)
- Pristimantis puipui Lehr, von May, Moravec, and Cusi, 2017
- Pristimantis pulchridormientes Chávez and Catenazzi, 2016
- Pristimantis pulvinatus (Rivero, 1968)
- Pristimantis punzan Reyes-Puig, Reyes-Puig, Rámirez-Jaramillo, Pérez-L., and Yánez-Munoz, 2015 "2014".
- Pristimantis puruscafeum Reyes-Puig, Reyes-Puig, Rámirez-Jaramillo, Pérez-L., and Yánez-Munoz, 2015 "2014".
- Pristimantis pycnodermis (Lynch, 1979)
- Pristimantis pyrrhomerus (Lynch, 1976)
- Pristimantis quantus (Lynch, 1998)
- Pristimantis quaquaversus (Lynch, 1974)
- Pristimantis quicato Ospina-Sarria, Méndez-Narváez, Burbano-Yandi, and Bolívar-García, 2011
- Pristimantis quinquagesimus (Lynch and Trueb, 1980)
- Pristimantis quintanai Urgilés, Székely, Székely, Christodoulides, Sánchez-Nivicela, and Savage, 2019
- Pristimantis racemus (Lynch, 1980)
- Pristimantis ramagii (Boulenger, 1888)
- Pristimantis reclusas (Lynch, 2003)
- Pristimantis reichlei Padial and De la Riva, 2009
- Pristimantis renjiforum (Lynch, 2000)
- Pristimantis repens (Lynch, 1984)
- Pristimantis restrepoi (Lynch, 1996)
- Pristimantis reticulatus (Walker and Test, 1955)
- Pristimantis rhabdocnemus (Duellman and Hedges, 2005)
- Pristimantis rhabdolaemus (Duellman, 1978)
- Pristimantis rhigophilus (La Marca, 2007)
- Pristimantis rhodoplichus (Duellman and Wild, 1993)
- Pristimantis rhodostichus (Duellman and Pramuk, 1999)
- Pristimantis ridens (Cope, 1866)
- Pristimantis rivasi Barrio-Amorós, Rojas-Runjaic, and Barros, 2010
- Pristimantis riveroi (Lynch and La Marca, 1993)
- Pristimantis riveti (Despax, 1911)
- Pristimantis romanorum Yánez-Muñoz, Meza-Ramos, Cisneros-Heredia, and Reyes-Puig, 2011
- Pristimantis romeroae Ron, Carrión, Caminer, Sagredo, Navarrete, Ortega, Varela-Jaramillo, Vidal-Maldonado, and Terán, 2020
- Pristimantis roni Yanez-Munoz, Bejarano-Munoz, Brito-M., and Batallas-R., 2014
- Pristimantis rosadoi (Flores, 1988)
- Pristimantis roseus (Boulenger, 1918)
- Pristimantis royi (Morales, 2007)
- Pristimantis rozei (Rivero, 1961)
- Pristimantis rubicundus (Jiménez de la Espada, 1875)
- Pristimantis ruedai (Ruiz-Carranza, Lynch, and Ardila-Robayo, 1997)
- Pristimantis rufioculis (Duellman and Pramuk, 1999)
- Pristimantis rufoviridis Valencia, Yánez-Muñoz, Betancourt-Yépez, Terán-Valdez, and Guayasamin, 2011
- Pristimantis ruidus (Lynch, 1979)
- Pristimantis rupicola Taucce, Nascimento, Trevisan, Leite, Santana, Haddad, and Napoli, 2020
- Pristimantis ruthveni (Lynch and Ruiz-Carranza, 1985)
- Pristimantis sacharuna Reyes-Puig, Reyes-Puig, Pérez-L., and Yánez-Muñoz, 2015
- Pristimantis sagittulus (Lehr, Aguilar, and Duellman, 2004)
- Pristimantis salaputium (Duellman, 1978)
- Pristimantis saltissimus Means and Savage, 2007
- Pristimantis samaipatae (Köhler and Jungfer, 1995)
- Pristimantis samaniegoi Székely, Eguiguren, Ordóñez-Delgado, Armijos-Ojeda, and Székely, 2020
- Pristimantis sambalan Brito-M., Batallas-R., and Yánez-Muñoz, 2017
- Pristimantis sanctaemartae (Ruthven, 1917)
- Pristimantis sanguineus (Lynch, 1998)
- Pristimantis sarisarinama Barrio-Amorós and Brewer-Carias, 2008
- Pristimantis satagius (Lynch, 1995)
- Pristimantis saturninoi Brito-M., Batallas-R., and Yánez-Muñoz, 2017
- Pristimantis savagei (Pyburn and Lynch, 1981)
- Pristimantis schultei (Duellman, 1990)
- Pristimantis scitulus (Duellman, 1978)
- Pristimantis scoloblepharus (Lynch, 1991)
- Pristimantis scolodiscus (Lynch and Burrowes, 1990)
- Pristimantis scopaeus (Lynch, Ruiz-Carranza, and Ardila-Robayo, 1996)
- Pristimantis seorsus Lehr, 2007
- Pristimantis serendipitus (Duellman and Pramuk, 1999)
- Pristimantis shrevei (Schwartz, 1967)
- Pristimantis signifer (Ruiz-Carranza, Lynch, and Ardila-Robayo, 1997)
- Pristimantis silverstonei (Lynch and Ruiz-Carranza, 1996)
- Pristimantis simonbolivari (Wiens and Coloma, 1992)
- Pristimantis simonsii (Boulenger, 1900)
- Pristimantis simoteriscus (Lynch, Ruiz-Carranza, and Ardila-Robayo, 1997)
- Pristimantis simoterus (Lynch, 1980)
- Pristimantis sinschi Moravec, Lehr, and Kodejš, 2020
- Pristimantis siopelus (Lynch and Burrowes, 1990)
- Pristimantis sira Chávez, García Ayachi, and Catenazzi, 2021
- Pristimantis sirnigeli Yánez-Muñoz, Meza-Ramos, Cisneros-Heredia, and Reyes-Puig, 2011
- Pristimantis skydmainos (Flores and Rodriguez, 1997)
- Pristimantis sneiderni Ospina-Sarria and Duellman, 2019
- Pristimantis sobetes (Lynch, 1980)
- Pristimantis spectabilis Duellman and Chaparro, 2008
- Pristimantis spilogaster (Lynch, 1984)
- Pristimantis spinosus (Lynch, 1979)
- Pristimantis stenodiscus (Walker and Test, 1955)
- Pristimantis sternothylax (Duellman and Wild, 1993)
- Pristimantis stictoboubonus (Duellman, Lehr, and Venegas, 2006)
- Pristimantis stictogaster (Duellman and Hedges, 2005)
- Pristimantis stictus González-Durán, 2016
- Pristimantis stipa Venegas and Duellman, 2012
- Pristimantis subsigillatus (Boulenger, 1902)
- Pristimantis suetus (Lynch and Rueda-Almonacid, 1998)
- Pristimantis sulculus (Lynch and Burrowes, 1990)
- Pristimantis supernatis (Lynch, 1979)
- Pristimantis surdus (Boulenger, 1882)
- Pristimantis susaguae (Rueda-Almonacid, Lynch, and Galvis-Peñuela, 2003)
- Pristimantis taciturnus (Lynch and Suárez-Mayorga, 2003)
- Pristimantis taeniatus (Boulenger, 1912)
- Pristimantis tamsitti (Cochran and Goin, 1970)
- Pristimantis tantanti (Lehr, Torres-Gastello, and Suárez-Segovia, 2007)
- Pristimantis tanyrhynchus Lehr, 2007
- Pristimantis tayrona (Lynch and Ruiz-Carranza, 1985)
- Pristimantis telefericus (La Marca, 2005)
- Pristimantis tenebrionis (Lynch and Miyata, 1980)
- Pristimantis terrapacis Ospina-Sarria and Angarita-Sierra, 2020
- Pristimantis teslai Páez and Ron, 2019
- Pristimantis thectopternus (Lynch, 1975)
- Pristimantis thyellus (La Marca, 2007)
- Pristimantis thymalopsoides (Lynch, 1976)
- Pristimantis thymelensis (Lynch, 1972)
- Pristimantis tiktik Székely, Eguiguren, Székely, Ordóñez-Delgado, Armijos-Ojeda, Riofrîo–Guamán, and Cogălniceanu, 2018
- Pristimantis tinajillas Urgilés, Sánchez-Nivicela, Nieves, and Yánez-Muñoz, 2014
- Pristimantis tinguichaca Brito-M., Ojala-Barbour, Batallas-R., and Almendáriz C., 2016
- Pristimantis toftae (Duellman, 1978)
- Pristimantis torrenticola (Lynch and Rueda-Almonacid, 1998)
- Pristimantis torresi Páez and Ron, 2019
- Pristimantis totoroi Páez and Ron, 2019
- Pristimantis trachyblepharis (Boulenger, 1918)
- Pristimantis tribulosus (Lynch and Rueda-Almonacid, 1997)
- Pristimantis truebae (Lynch and Duellman, 1997)
- Pristimantis tubernasus (Rivero, 1984)
- Pristimantis tungurahua Reyes-Puig, Yánez-Muñoz, Cisneros-Heredia, and Ramírez, 2011
- Pristimantis turik Barrio-Amorós, Rojas-Runjaic, and Infante-Rivero, 2008
- Pristimantis turpinorum (Hardy, 2001)
- Pristimantis turumiquirensis (Rivero, 1961)
- Pristimantis uisae (Lynch, 2003)
- Pristimantis unistrigatus (Günther, 1859)
- Pristimantis urani Rivera-Correa and Daza-R., 2016
- Pristimantis uranobates (Lynch, 1991)
- Pristimantis urichi (Boettger, 1894)
- Pristimantis vanadise (La Marca, 1984)
- Pristimantis variabilis (Lynch, 1968)
- Pristimantis veletis (Lynch and Rueda-Almonacid, 1997)
- Pristimantis ventrigranulosus Maciel, Vaz-Silva, Oliveira, and Padial, 2012
- Pristimantis ventriguttatus Lehr and Köhler, 2007
- Pristimantis ventrimarmoratus (Boulenger, 1912)
- Pristimantis verecundus (Lynch and Burrowes, 1990)
- Pristimantis verrucolatus Páez and Ron, 2019
- Pristimantis versicolor (Lynch, 1979)
- Pristimantis vertebralis (Boulenger, 1886)
- Pristimantis vicarius (Lynch and Ruiz-Carranza, 1983)
- Pristimantis vidua (Lynch, 1979)
- Pristimantis viejas (Lynch and Rueda-Almonacid, 1999)
- Pristimantis vilarsi (Melin, 1941)
- Pristimantis vilcabambae Lehr, 2007
- Pristimantis vinhai (Bokermann, 1975)
- Pristimantis viridicans (Lynch, 1977)
- Pristimantis viridis (Ruiz-Carranza, Lynch, and Ardila-Robayo, 1997)
- Pristimantis w-nigrum (Boettger, 1892)
- Pristimantis wagteri (Venegas, 2007)
- Pristimantis walkeri (Lynch, 1974)
- Pristimantis waoranii (McCracken, Forstner, and Dixon, 2007)
- Pristimantis wiensi (Duellman and Wild, 1993)
- Pristimantis xeniolum (Lynch, 2001)
- Pristimantis xestus (Lynch, 1995)
- Pristimantis xylochobates (Lynch and Ruiz-Carranza, 1996)
- Pristimantis yanezi Navarrete, Venegas, and Ron, 2016
- Pristimantis yantzaza Valencia, Dueñas, Székely, Batallas-R., and Pulluquitín, 2017
- Pristimantis yaviensis (Myers and Donnelly, 1996)
- Pristimantis yukpa Barrio-Amorós, Rojas-Runjaic, and Infante-Rivero, 2008
- Pristimantis yumbo Yánez-Muñoz, Meza-Ramos, Cisneros-Heredia, and Reyes-Puig, 2011
- Pristimantis yuruaniensis Rödder and Jungfer, 2008
- Pristimantis yustizi (Barrio-Amorós and Chacón-Ortiz, 2004)
- Pristimantis zeuctotylus (Lynch and Hoogmoed, 1977)
- Pristimantis zimmermanae (Heyer and Hardy, 1991)
- Pristimantis zoilae (Mueses-Cisneros, 2007)
- Pristimantis zophus (Lynch and Ardila-Robayo, 1999)
- Pristimantis zorro Rivera-Correa and Daza-R., 2020